# The Motor
The Motor foi uma revista britânica sobre automóveis lançada entre 1903 e 1988, quando foi absorvida pela revista Autocar.